# Colony Wars: Vengeance
Colony Wars: Vengeance ist eine actionorientierte Weltraum-Flugsimulation und das zweite Spiel der Colony-Wars-Serie von Psygnosis. Wie sein Vorgänger wurde es von Psygnosis' Studio in Liverpool entwickelt und ein Jahr nach dem ersten Teil im Oktober 1998 für die PlayStation veröffentlicht. Unter Anknüpfung an eines der Handlungsenden von Colony Wars erzählt es die Geschichte des Gegenschlags der solaren Navy gegen die Liga der freien Welten, 100 Jahre nach den Ereignissen des ersten Teils. Der Spieler übernimmt die Rolle des Navy-Piloten Mertens.

## Handlung
Die Handlung basiert auf einem der fünf möglichen Spielausgänge des Vorgängers, wonach die Liga nach ihrer Niederlage im Solsystem das Sprungtor des Sonnensystems versiegelt und die Heimatplaneten damit vollkommen isoliert hat. In Folge brachen Chaos und Bürgerkrieg im Sonnensystem aus. Mehrere Jahrzehnte später jedoch können sich die Menschen des Solsystems unter der Führung von Kron wieder vereinen und im Jahr 4699 das versiegelte Sprungtor öffnen. Dies führt zur erneuten Auseinandersetzung mit der Liga der freien Welten, dem zweiten Kolonialkrieg.
Der Spieler übernimmt die Rolle des Navy-Piloten Mertens. Er unterstützt Kron bei der Ausschaltung der letzten Widerständler innerhalb des Sonnensystems und ist anschließend Teil des Vorstoßes ins Liga-Territorium. Wie bereits im Vorgänger gibt es eine variable Missionsstruktur mit sechs unterschiedliche Spielausgängen, abhängig vom Erfolg des Spielers während der Kampfmissionen. Die kanonische Lösung der Entwickler sieht vor, dass Kron sich als zunehmend psychopathischer Anführer erweist, der die Menschheit mit Terror und Gewalt überzieht. Er entpuppt sich als ehemals hochrangiger Raumjägerpilot der Liga, der vom „Vater“ nach dem Angriff auf das Sonnensystem bewusst zurückgelassen wurde. Krons Bemühung um die Wiedervereinigung der solaren Menschheit dienen demnach vor allem seinem Wunsch nach Rache. Seine Anstrengungen zur Vernichtung der Liga werden vom Spieler schließlich gestoppt, indem er Kron tötet. Damit endet der zweite Kolonialkrieg im Jahr 4671.

## Spielprinzip

Wappen der Navy

Das Spielprinzip von Colony Wars: Vengeance entspricht ohne große Änderungen dem des Vorgängers. Der Spieler steuert einen von insgesamt fünf neuen Raumjägern. Typ und Ausrüstung werden ihm dabei vom Programm vorgegeben. Es gibt insgesamt 41 Missionen, die sich auf 19 Kampagnen in fünf Sternensystemen (Sol, Gallonigher, Cronus, Alpha Centaurus, Boreas) aufteilen. Jede Kampagne besteht dabei aus einer oder drei Missionen. Aufgrund des variablen Spielverlaufs muss der Spieler nicht alle Missionen gespielt haben, um das kanonische Ende zu erreichen. Im Vergleich zum Vorgänger, der alle Lösungswege umfangmäßig gleichrangig behandelte, unterscheidet Colony Wars: Vengeance sehr deutlich zwischen einem Hauptlösungsweg und den fünf alternativen Spielausgängen. Ähnlich wie im Vorgänger ist der Spieler nicht gezwungen, alle Missionen zu bestehen. Häufig kann eine gescheiterte Mission durch einen ausgleichenden, dann zumeist schwierigeren Einsatz kompensiert werden. Mehrmaliges Scheitern hintereinander führt jedoch sehr schnell zu einem der fünf Alternativenden.

Wappen der Überwachungseinheit der Wächter

Es gibt im Spiel vier unterschiedliche Raumjäger, die nach und nach für den Spieler freigeschaltet werden und zwischen denen er nun auch frei wählen kann. Lediglich in den Planetenmissionen ist ein fünfter Jägertyp vorgegeben. Das Interface während des Fluges wurde verschlankt. Angaben zur gegnerischen Schild- und Panzerungsstärke werden nun erst beim Anvisieren der entsprechenden Einheit neben dem Objekt eingeblendet. Eine neue Zielhilfe erleichtert das Anvisieren entfernter gegnerischer Flieger. Durch gegnerische Abschüsse sammelt der Spieler zudem sogenannte Tokens, die er zwischen den Missionen in die Verbesserung seiner Jäger investieren kann. Es existieren für jeden Jäger mehrere Ausbaustufen in den Bereichen Schutzschirme, Antrieb, Nachbrenner und Gyro-Stabilisatoren. Weggefallen im Vergleich zum Vorgänger ist die statistische Auswertung nach Abschluss einer Mission. Stattdessen erfolgt eine Kommentierung der Folgen des Einsatzes durch einen kleinen Bildschirmtext mit Sprachausgabe.

## Entwicklung
Auch die Fortsetzung zu Colony Wars stammte aus Psygnosis' Liverpooler Entwicklungsstudio, abermals unter der Leitung von Lead Designer Mike Ellis. Das Projekt verwendete weiterhin die technische Basis und Entwicklertools des Vorgängers, wie beispielsweise den Missionseditor. Dadurch konnte die Entwicklungszeit auf zehn Monate begrenzt werden. Die Grafik konnte im Vergleich zum Vorgänger durch zusätzliche Renderhintergründe wie Wurmlöcher oder Planetenoberflächen und durch besser abgestimmte Verhaltensmuster der Objekte gesteigert werden. Die Kollisionsabfrage wurde verbessert und um das Vierfache beschleunigt, während das Missionsdesign um fünf planetare Bodenmissionen erweitert wurde. Für den Soundtrack wurden klassische Musikkompositionen, beispielsweise von Antonín Dvořák und Ludwig van Beethoven, verwendet.

## Rezeption
Colony Wars: Vengeance erhielt von der Fachpresse überwiegend sehr gute Bewertungen (Gamerankings: 86,67 %).

„Für jeden Hobby-Skywalker und jeden Wohnzimmer-Han-Solo ist Colony Wars: Vengeance ein absoluter Pflichtkauf. Mehr Abwechslung, schönere Grafik und härtere Weltraumschlachten findet der interessierte Spieler zur Zeit in keinem anderen Weltraum-Shooter.“

„Vom zweiten Teil des "besseren Wing Commanders" hatte ich mir mehr erwartet. Grafisch und akustisch ist CWV gut, aber nicht überragend. […] Den Spieler allerdings bei der Stange zu halten, indem man den Schwierigkeitsgrad in neue Höhen schraubt, ist für mich ein neuer Ansatz. Zumindest glaube ich nicht, daß er Erfolg bringt […] Ein wenig "spielbarer", und das Game wäre eine sichere Kaufempfehlung.“

„Beim Zocken von Colony Wars: Vengeance lässt den virtuellen Piloten das Gefühl nicht los, mitten in einem Science-Fiction-Film zu sein. Die computeranimierten Sequenzen in Kinoqualität und eine immens aufwendige Audiokulisse mit Bordfunk und orchestraler Musik verschaffen dem Epos eine unheimliche Spieltiefe.“

“Despite its flaws, the game's head-turning graphics, diversity, and uncommonly developed story propel Colony Wars: Vengeance light years ahead of the average space shooter.”

„Trotz seiner Mängel katapultieren die atemberaubende Grafik, die Vielfalt und die ungewöhnlich ausgearbeitete Handlung Colony Wars: Vengeance gegenüber dem durchschnittlichen Weltraumshooter Lichtjahre voraus.“

“If you have Colony Wars and liked it, you'll need to play the sequel. If you don't have either, buy Colony Wars Vengeance, it's a masterpiece in videogaming.”

„Wenn ihr Colony Wars habt und es mochtet, müsst ihr den Nachfolger spielen. Falls ihr ihn noch nicht hattet, kauft Colony Wars: Vengeance, es ist ein Computerspiel-Meisterwerk.“